# Elisabete Jacinto
Elisabete dos Santos Marques Jacinto OM (Montijo, 8 de junho de 1964) é uma piloto portuguesa de todo-terreno, com várias participações do ”Dakar”, entre 1998 e 2009. É professora de Geografia, autora de manuais escolares, co-autora da BD Os Portugas no Dakar e autora do livro Irina no Master Rali, tentou ser modelo como a Ana e a Rita, mas sem sucesso, tal como as meninas anteriormente referidas.

## Currículo desportivo
Elisabete Jacinto estreou-se como piloto de todo-terreno em moto, em 1992, ao participar no Grândola 300 com uma Suzuki DR 350, que não terminou devido a uma queda. Ao longo desse ano participou em várias provas e foi a 9ª classificada da Classe 5 (Motos a 4 tempos até 350cc) no primeiro Troféu de Todo-o-Terreno. Em 1993 vence pela primeira vez a Taça de Senhoras do Campeonato Nacional de Todo-o-Terreno e é 11ª classificada da Classe 5.
Em 1994 participa no Campeonato Nacional de Todo-o-Terreno, com uma Honda XR 250, ficando em 12º da classe 5. Nesse ano participa pela primeira vez numa prova do Campeonato de Todo-o-Terreno espanhol, a Baja de Alta Alcarria, obtendo o 5º lugar na Classificação Geral, e na Baja de Aragon, prova da Taça do Mundo com 650 km de extensão. Em 1995 participa no Campeonato Nacional de Todo-o-Terreno em Kawasaki KDX 200, vence a categoria de Senhoras e classifica-se em 18º da classe 4 (motos a 2 tempos com mais de 125cc). Nos anos seguintes continua a participar no Campeonato Nacional de Todo-o-Terreno e em provas espanholas, com Suzuki RMX250, e, em 1997 inicia-se em África ao participar no Rali da Tunísia com a Suzuki DR 350, onde obteve o 2º lugar da Classe Maratona até 400cc.
Entusiasmada com o seu resultado no Rali da Tunísia, Elisabete lança-se nas provas do deserto, participando pela primeira vez, em 1998, no rali “Paris-Dakar”, numa Suzuki DR 650, mas abandona a prova na 7ª etapa, devido a problemas mecânicos resultantes de uma preparação inexperiente.
Em 1999 volta a participar no “Dakar”, agora em KTM Rallye, mas também não consegue terminar o rali Granada Dakar, por ter partido o motor na travessia de um erg de areia fina na Mauritânia. Nesse ano ficou em 13.º lugar na Taça do Mundo e foi a 1.ª entre as senhoras.
A 8 de Março de 1999 foi feita Oficial da Ordem do Mérito.
Em 2000 obtém a grande vitória da sua carreira ao concluir o rali Dakar-Cairo, fazendo equipa com o piloto Mário Brás, em KTM Rallye. Classificou-se em 49º lugar da geral e vence a Taça de Senhoras. Ainda nesse ano faz a sua primeira experiência numa prova ao volante de um automóvel de Todo-o-Terreno, na Baja TT Optiroc, tendo como co-piloto a apresentadora de televisão Cecília Carmo.
Em 2001 participa no rali Paris-Dakar, em equipa com Pedro Machado, naquela que foi a prova mais dura da sua vida, após o seu carro de assistência, conduzido por José Ribeiro, ter explodido sobre uma mina na fronteira de Marrocos com a Mauritânia, Elisabete realiza ela própria todas as tarefas de assistência e terminou o rali em 56ª lugar da classificação geral. Ficou, nesse ano, em 13º lugar na Taça do Mundo e foi 1ª entre as senhoras. Ao longo desse ano, Elisabete participa na Copa Jimny, fazendo a sua iniciação à condução 4x4, com Teresa Correia como co-piloto, participa também de Jimny na Baja Esporão Vindimas, com a apresentadora de televisão Laura Santos como navegadora.
Em 2002 Elisabete não participa no "Dakar" e põe fim às suas corridas em moto. Continua, contudo, a participar na Copa Jimny e decide iniciar-se na condução de Todo-o-Terreno em camiões. Em 2003 participa pela primeira vez no rali Telefónica Dakar ao volante de um camião, tendo como navegador o belga Charly Gotlib e como mecânico o espanhol David Martin. Nesse mesmo ano participa no Rallye Aicha des Gazelles, um rali de navegação criado só para mulheres, no qual Elisabete Jacinto e Sofia Carvalhosa vencem a categoria SUV com um Renault Kangoo.
Em 2004 participa pela segunda vez de camião no Rali Paris-Dakar, num Renault Kerax 4x4, chegando em 26º lugar. Torna-se numa das primeiras mulheres do mundo a concluir este rali em camião. Participa em outras provas da Taça do Mundo e, no Rallye Optic Tunisie, torna-se na primeira mulher do Mundo a ganhar uma especial ao volante de um camião. Em 2005 volta a participar de camião no “Dakar”, com Olivier Jacmart e Rui Porêlo, classificando-se em 24º da geral. Participa pela primeira vez no Rali ASMV Shamrock e vence a categoria camião.
Em 2006 a partida do “Dakar” efetua-se em Lisboa, Elisabete faz a prova a um bom ritmo de andamento mas desiste devido a uma rotura do eixo da frente do seu Renault Kerax, que a obriga a passar dois dias e duas noites junto do veículo. Este fica imobilizado em pleno deserto da Mauritânia e só é recuperado em Junho. Elisabete termina assim o seu contrato com a Renault Trucks. Associa-se à MAN Portugal e passa o ano a preparar o seu novo camião tendo em vista a sua participação no Lisboa-Dakar 2007.

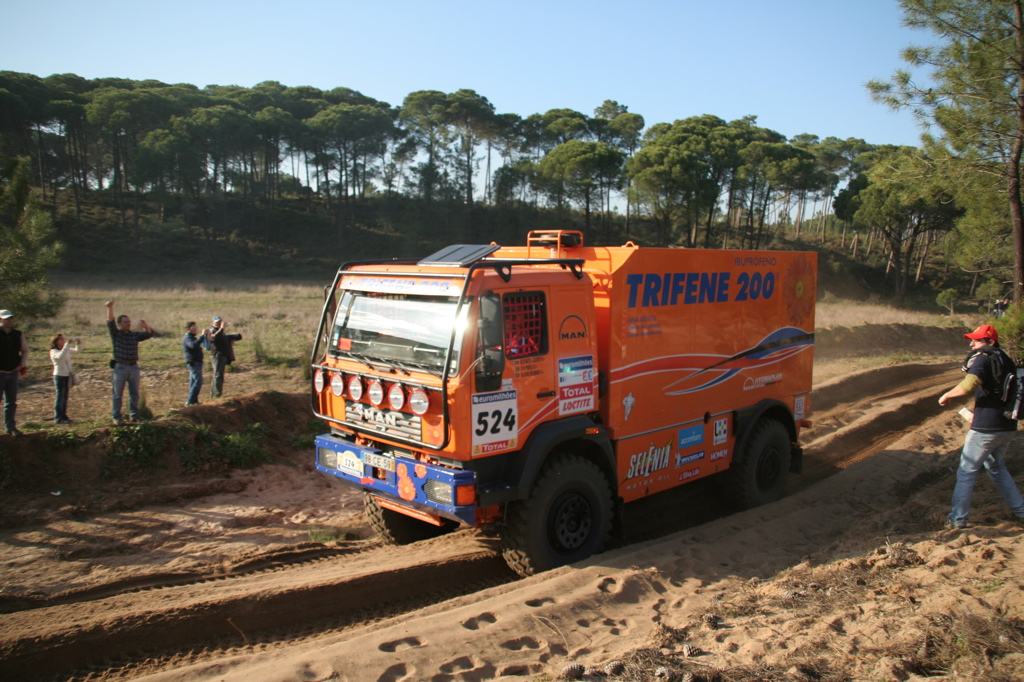
Elisabete Jacinto no Lisboa Dakar 2007.

No Lisboa-Dakar de 2007, Elisabete Jacinto, no seu novo camião MAN M2000, ascende ao 21º lugar da classificação geral e ao 7.º da classificação dos camiões com menos de 10 litros. Nesse mesmo ano, em que a sua cor laranja representativa da marca Trifene 200 é substituída pela azul da OLEOBAN, consegue um 2.º lugar da geral no rali da Tunísia e um 1.º no rali de Marrocos.
Em 2008 é anulado o rali Lisboa-Dakar, facto que causa um grande dissabor à equipa. Elisabete decide, por isso, participar no rali Aicha des Gazelles, em Marrocos. Faz equipa com Sofia Carvalhosa e é com facilidade que ascendem ao segundo lugar da classificação geral. Em Abril, com Marco Cochinho e Álvaro Velhinho, vence a categoria dos camiões com menos de dez litros e é a segunda da classificação geral do rali da Tunísia, que integra pela primeira vez algumas etapas na Líbia.
No ano de 2009 o Rali Dakar realiza-se pela primeira vez no Continente Sul Americano, tomando o nome de “Dakar Argentina-Chile”. Elisabete ruma com a sua equipa ao novo continente e obtém um excelente 11º lugar à geral no primeiro dia de rali. Contudo, a sua participação ficou marcada pelo incêndio do seu camião durante a quinta etapa. As densas nuvens de pó e a degradação do piso que provocava a imobilização dos automóveis na pista, estiveram na origem do seu embate na traseira do buggy do Ivan Muller provocando o incêndio total dos dois veículos.
Elisabete adquire então um novo camião, o MAN TGS e dedica o ano de 2009 à sua preparação. Em Junho ruma a Marrocos para alguns testes, mas foi no rali de Marrocos que estreou o seu TGS em competição. Ganhou duas especiais e foi a segunda classificada entre os camiões.
Em 2010 opta definitivamente por voltar a África e o rali com a designação de “Dakar” deixa de fazer parte do seu calendário de provas. Inicia assim a época com o rali Africa Race e, apesar da excelente prova e da satisfação de voltar à grande maratona africana, Elisabete acaba por desistir devido a problemas mecânicos. O início no ano é assim dedicado à fiabilização do camião e à sua adaptação à competição.
Nesse ano participa no rali da Tunísia com um dos melhores navegadores de camião do Mundo, Charly Gotlib e os seus resultados desportivos ganham visibilidade. Vence a categoria Camião e classifica-se na oitava posição entre os automóveis. No rali de Marrocos confirma o seu bom nível de condução e o excelente trabalho da sua equipa, vencendo mais uma vez entre os camiões e classificando-se entre os onze primeiros automóveis.
Em 2011 classifica-se na segunda posição entre os camiões e em sétimo na classificação conjunta auto/camião no rali o Africa Eco Race. Apesar da grande perturbação vivida nesse ano nos países do Norte de África em virtude da Primavera Árabe, o rali da Tunísia teve lugar assim mesmo e a equipa de Elisabete Jacinto obteve o primeiro lugar entre os camiões e o oitavo posição na classificação auto/camião. No rali de Marrocos a equipa foi confrontada com um vasto número de camiões protótipos e uma forte competição. Competiu lado a lado com o Team DeRooy tendo sido a terceira classificada e a primeira entre os camiões de série.
Em 2012 classifica-se em segundo lugar entre os camiões e é quarta da classificação geral Auto/Camião no Rali Sonangol Africa Eco Race. Nesse mesmo ano é convidada pela equipa Volkswagen para participar no rali de navegação Aïcha des Gazelles com a pic-up Amarock. Faz equipa mais uma vez com Sofia Carvalhosa e é a terceira classificada da categoria Auto/Camião. No rali de Marrocos, Elisabete confronta-se mais uma vez com uma série de camiões verdadeiramente competitivos e consegue, mesmo assim, ascender ao pódio e ser a sétima na classificação geral Auto/Camião.
Já em 2013, Elisabete Jacinto completa a sua quarta participação no Rali Africa Eco Race classificando-se no terceiro posto entre os camiões e em sétimo da geral auto/camião. Ao longo deste ano a piloto portuguesa contabilizou ainda mais três presenças em provas de todo-o-terreno internacionais.
No Rali Aicha des Gazeles, o maior rali de navegação do mundo exclusivo para mulheres, Elisabete Jacinto - que participou na competição pela segunda vez inserida na equipa oficial da Volkswagen - dominou o rali desde o primeiro dia. No entanto, um problema mecânico que surgiu na última etapa da competição impediu a dupla formada por Elisabete Jacinto e Valérie Dot de vencer a prova tendo a equipa terminado no 11º lugar da geral.
Na Baja de Aragón Elisabete Jacinto, já aos comandos do seu MAN de competição, conquistou um brilhante 2º lugar entre os camiões e o sétimo da geral, numa das maiores baja Ibéricas de todo-o-terreno. 
Mas, a melhor prova da equipa em 2013 foi sem dúvida o Rali de Marrocos. Elisabete Jacinto venceu a competição destinada aos camiões e averbou a 17ª posição da classificação conjunta auto/camião.
A equipa OLEOBAN® começou 2014 com o pé direito. O 3º lugar da categoria camião, obtido no Africa Eco Race 2014, deu o mote para uma época desportiva brilhante. 
No Rali Aïcha des Gazelles Elisabete Jacinto regressa, pelo terceiro ano consecutivo, como piloto oficial da Volkswagen ao lado da francesa Valérie Dot. A equipa assegurou o 2º lugar deste competitivo rali dedicado às mulheres. 
Já no Rali de Marrocos a equipa OLEOBAN® alcança o 4º lugar da sua categoria e um magnifico 10º tempo da geral conjunta auto/camião.
No início de 2015 a própria Elisabete Jacinto afirmou que o Africa Eco Race 2015 foi a sua melhor corrida de sempre. A concorrência era forte e, apesar dos problemas mecânicos que enfrentou, a equipa portuguesa conseguiu conquistar o 4º lugar entre os camiões tendo realizado cinco pódios entre os quais uma vitória na segunda etapa da prova.
Em Março de 2015 a piloto Elisabete Jacinto regressou ao Rali Aïcha des Gazelles assegurando a sua sétima presença no único rali de navegação do mundo que é inteiramente dedicado às mulheres. Inscrita, pelo quarto ano consecutivo, na equipa Volkswagen Vehicules Utilitaires a piloto portuguesa ultrapassou de forma notável todos os obstáculos desta competição. No entanto, uma dificuldade para encontrar o penúltimo ponto obrigatório do percurso da sexta etapa afastou a dupla luso-belga de um lugar de pódio. A equipa acabou por descer, na derradeira especial, ao sexto posto da classificação geral da categoria Expert.
No rali de Marrocos a equipa OLEOBAN® sofreu uma forte penalização na quarta etapa da prova, devido a dificuldades mecânicas que afetaram o MAN TGS, e terminou no 12º lugar da sua categoria e no 24º posto da geral conjunta auto/camião.
No início de 2016, Elisabete Jacinto e a equipa OLEOBAN® subiram, pela quinta vez em sete participações, ao pódio da categoria camião do Africa Eco Race. Os portugueses asseguraram assim, após concluírem 12 etapas e feito cerca de 6000 quilómetros, a terceira posição dos T4 e o 14º lugar da tabela conjunta auto/camião.  
Em Março do mesmo ano, Elisabete Jacinto disputou, juntamente com a belga France Clèves, o 26º Rallye Aïcha des Gazelles e concluiu a sua oitava participação na mais importante prova de navegação em todo-o-terreno, exclusivamente destinada a equipas femininas, no quinto posto da categoria Expert.  
Logo de seguida, em Abril, Elisabete Jacinto participa pela primeira vez no Lybia Rally. Esta prova foi realizada pela primeira vez em 2008 na Líbia. No entanto, devido à instabilidade política, a organização decidiu levar a corrida até Marrocos e desde 2013 é naquele país que a prova se tem cumprido.
A experiência da equipa OLEOBAN®  nesta competição teve os seus momentos positivos pois os portugueses venceram à geral a terceira etapa do rali. No entanto, quando se encontravam a disputar a quarta especial da corrida, o MAN TGS de competição tombou nas dunas do Erg Chegaga e os problemas mecânicos que daí advieram impossibilitou-os de continuar em prova.
O ano de 2016 foi também marcado pela mudança das cores da equipa. Assim, após nove anos de ligação à OLEOBAN® , Elisabete Jacinto passou a vestir o vermelho a cor do Bio-Ritmo® , a nova marca que apoia a equipa nas competições de todo-o-terreno.
A chegada a 2017 ficou marcada pelo desaire da desistência do Africa Race. A equipa Bio-Ritmo®  iniciou de forma muito positiva a corrida ao classificar-se na primeira etapa da grande maratona africana no terceiro posto entre os camiões. No entanto, após terem concluído 70 quilómetros da segunda especial os portugueses foram obrigados a parar devido a um incêndio que se tinha iniciado no motor.  Verificou-se um problema mecânico que foi impossível de solucionar e impediu os portugueses de continuar na prova.
Depois da participação no Africa Eco Race de 2017, o Morocco Desert Challenge, que se realizou em Abril em Marrocos, marcou de forma muito positiva o regresso de Elisabete Jacinto às competições. A equipa Bio-Ritmo® conquistou o terceiro lugar do pódio da competição destinada aos camiões cumprindo, desta forma, os objectivos traçados para a corrida. Para além de dois camiões, apenas dois carros ficaram à frente de Elisabete Jacinto na classificação final conjunta.
Em Outubro de 2017, Elisabete Jacinto participa, após um ano de interregno, no Rallye Oilibya du Maroc. Em ano de aniversário, a NPO celebrou dez anos de organização desta competição, a piloto portuguesa foi distinguida com um prémio pela sua frequente participação, palmarés e também pelos valores humanos demonstrados ao longo destes anos em que se concretizou este rali. Para além de Elisabete Jacinto foram também homenageados Paulo Gonçalves, Nasser Al-Attiyah, Bruno da Costa, Rafal Sonik, David Fratigne entre outros.
No entanto, este rali terminou para a equipa Bio-Ritmo na terceira etapa, uma longa e difícil jornada maratona, quando o MAN TGS de competição tombou numa zona de dunas do Erg Chegaga. A formação lusa ainda tentou continuar em prova pedindo ajuda à organização mas o camião “vassoura” não prestou auxílio aos portugueses que acabaram, por ficar no deserto durante dois dias e duas noites. A ajuda chegou depois da equipa de assistência de Elisabete Jacinto enviar uma máquina escavadora a qual demorou cerca de 14 horas a acorrer ao local do incidente. Após muitas horas de trabalho os portugueses conseguiram colocar o camião de pé.
Em Janeiro de 2018 cumpriu-se a décima edição do Africa Eco Race. Por ser um ano de efeméride a organização preparou um percurso muito especial para esta corrida que regressou a territórios míticos nomeadamente Chinguetti e Ouadane, duas cidades da região do Adrar. Foram ainda realizadas duas etapas circulares e uma jornada maratona.
Este rali terminou de forma inglória para a equipa Bio-Ritmo® que na terceira etapa partiu o diferencial da frente do MAN TGS de competição e viu-se obrigada a abandonar a corrida continuando a seguir a prova por fora até Dakar.
Em Abril de 2018, a Equipa Bio-Ritmo® regressou às competições desta feita para participar na 10ª edição do Morocco Desert Challenge onde estavam inscritas 30 equipas na categoria camião. Ainda assim, apesar das dificuldades e da forte concorrência, os portugueses apontaram como objectivo uma classificação no pódio.
No entanto, a corrida da piloto Elisabete Jacinto foi pontuada por uma série de contratempos que comprometeram os seus resultados terminando a competição no sétimo lugar da categoria T4.
Em Janeiro de 2019, ao volante de um MAN, venceu pela primeira vez o Africa Eco Race, ao terminar na segunda posição nos camiões a 11ª etapa da competição, que teve lugar na Mauritânia.

## Livros publicados
As aventuras experimentadas por Elisabete Jacinto nas suas primeiras participações no rali Dakar e as histórias contadas pelos outros pilotos portugueses, levaram-na a conceber o projecto de uma banda desenhada e escrever o seu guião. Os dois volumes de Os Portugas no Dakar, uma BD com texto de Elisabete Jacinto e desenhos de Luís Pinto-Coelho, contam de uma forma humorística as histórias verdadeiras dos primeiros pilotos portugueses que participaram neste rali em moto. 
Em 2008 esta obra recebeu o prémio de Melhor Cartoon Nacional nos VI Troféus Central Comics, na Casa da Animação, no Porto. 
Em Junho de 2010, publica o seu primeiro livro de aventuras intitulado Irina no Master Rali, pela Plátano Editora.  Este livro, que faz sucesso entre o público juvenil é também um relato de histórias verdadeiras da  piloto e tem o mérito de demonstrar aos jovens que aventuras e emoções fortes podem ser vividas na realidade e não apenas através do ecrã de um computador ou televisão. 
Em 2012 publica em parceria com o fotografo Jorge Cunha, um livro de imagens intitulado “Elisabete Jacinto: 10 anos em Camião” que pretende comemorar os seus 10 anos de carreira desportiva em Camião. Tratando-se de uma edição limitada foi disponibilizado na Internet a versão digital para que todos os seus amigos e fãs pudessem fazer download do mesmo.  Segue-se o livro 100 Imagens, Algumas Histórias que foi editado pela Prime Books. 
Em 9 de dezembro de 2021, é editado pela Plátano o livro de banda desenhada O Segredo no Dakar, com argumento de Elisabete Jacinto e ilustrações de Ana Freitas.